# ريانا جان رايت
ريانا جان رايت (بالإنجليزية: Rhiana Gunn-Wright)‏ مديرة سياسة المناخ في معهد روزفلت، وهي مهندسة ومسؤولة عن تطوير وتعزيز الصفقة الجديدة الخضراء، وتنتمي إلى الحزب الديمقراطي في الولايات المتحدة الأمريكية.

## نشأتها
نشأت ريانا في انجليوود في الجانب الجنوبي من شيكاغو، حيث أن معظم السكان المحليون يعانون من الربو بسبب قربهم من التلوث.

## تعليمها
التحقت بجامعة بيل وتخصصت في الدراسات الأمريكية الإفريقية وتخرجت بامتياز مع مرتبة الشرف وحصلت على الدكتوراه في عام 2011.
حصلت على منحة رودس في جامعة اكسفورد في عام 2013 كمحلل للسياسات في قسم الصحة في ديترويت.

## عملها

### المناصب
شغلت منصبا سابقا كقائد للسياسات عام 2018 لحملة عبد السيد لمنصب حاكم ولاية ميشيغان، وعملت في فريق السياسات في مؤسسة السيدة ميشيل أوباما، كما أنها كانت زميلة مريم ك.تشامبرلين لشؤون المرأة والسياسة العامة في معهد أبحاث سياسات المرأة.

#### الحركة
كانت أحد المهندسين الذين اقترحوا الصفقة الجديدة الخضراء في عام 2019، والتي اعتبرتها خطة شاملة لمعالجة تغير المناخ وتحقيق صافي انبعاثات لغازات الإحتباس الحراري، وخلق الملايين من الوظائف عالية الأجر، وتأمين الهواء والماء النظيفين، والغذاء الصحي، وتعزيز العدالة والإنصاف في المجتمعات الضعيفة.
فهي تعتبر أن الناس الذين يعيشون بالقرب من المنشآت الصناعية أغلبهم من ذوي البشرة الملونة يتعرضون لتلوث الهواء وبذلك هم أكثر عرضة لأمراض الجهاز التنفسي وكوفيد-19. وترى أن التدهور البيئي والظلم الإجتماعي متشابكان بشدة لأن فهم هذه الروابط هو نقطة انطلاق قوية للتغيير الهادف حيث أن العدالة البيئية تتعلق بالحق في العيش في بيئة توفر جميع الموارد لحياة آمنة وصحية.

## أقوالها
- «تغيير مصدر طاقتنا من مصدر يسممنا إلى مصدر غير سام».
- «اكتشف من هم الأشخاص لديك، ثم تحرك معهم، لأن شيئا واحدا رأيناه هو أن العمل الفردي ليس كافيا».